# Malcolm Gladwell
Malcolm Gladwell (Fareham, 3 de septiembre de 1963) es un periodista, escritor y sociólogo canadiense.

## Biografía
Es hijo de una psicóloga jamaicana y de un catedrático inglés de matemáticas. Aunque nació en Inglaterra en 1963, a los seis años (1969) se fue con su familia a Canadá, donde se crio. En la Universidad de Toronto se licenció en Historia (1984) y, tras ser rechazado en varias agencias de publicidad, empezó a ejercer el periodismo en una revista de Indiana, The American Spectator. De ahí pasó a The Washington Post (1987-1996), donde estuvo casi una década, primero en la sección de ciencia y luego como jefe de la corresponsalía en Nueva York para negocios. Por entonces empezó a leer investigaciones académicas de sociología y psicología en busca de ideas para reportajes, algo que sustenta buena parte de su trabajo y suscita muchas polémicas en el sentido de que se inclina a resaltar las excepciones más documentadas a las reglas de la opinión general. En 1996 empezó a trabajar en The New Yorker.

## Pensamiento
Uno de sus temas recurrentes es la desigualdad en relación con la educación y la sociología. En resumidas cuentas, sus ideas se reducen a que no siempre más dinero y selección equivale a mejor, y a que mucha gente valiosa permanece en puestos oscuros a causa del narcisismo de los demás y la obsesión por la juventud y por lo rápido, exigidas por los imperfectos sistemas de promoción, centrados en lo que llama el "mito del talento". A este contrapone él lo que llama "genio menor", formado por las personas que son muy buenas en lo que hacen pero no son necesariamente bien conocidas: los individualistas apasionados con un tema, los pioneros, y otras variedades. El tiempo y la experiencia aseguran mejor el éxito a largo plazo. Según Gladwell, la práctica no es algo que se hace una vez que se es bueno en algo, es lo que se hace para volverse bueno en cualquier campo; y el contexto de algunas personas permite que lleguen con los deberes hechos antes de que se los pidan.
En sus libros de divulgación combina historias interesantes con investigaciones de sociología y filosofía igualmente atractivas y novedosas. Intenta explicar cómo, habiendo gente tan inteligente y ambiciosa o más que Bill Gates, no consigue valer sesenta mil millones de dólares, y postula que el éxito debe residir en otros factores. Cree descubrirlos en los distintos tipos de entorno que rodean a figuras como éstas, de manera que los fueras de serie son construidos y mediatizados por su entorno, de la misma manera que las figuras que no lo son. Y, al igual que en la epidemiología, los fenómenos de éxito masivo se fundan en la conducta de tres clases de factores del entorno: los "enterados", los "conectores" o transmisores y los "vendedores natos", que desempeñan un papel decisivo en el de boca en boca. Tres características son fundamentales:
- La capacidad de contagio y focalización de los factores implicados.
- Que un conjunto de pequeñas causas provoca grandes y singulares efectos.
- Que el cambio no se produce de manera gradual, sino drásticamente a partir de un punto crítico (tipping point o "punto de inflexión") de no aumento: las epidemias empiezan y acaban bruscamente, y encuentran un cenit más allá del cual declinan en poco tiempo.

Sin embargo, en la difusión viral Gladwell advierte una diferencia entre el modelo epidemiológico y el sociológico: el virus en medicina se puede atajar mediante prescripciones muy precisas, pero eso no ocurre en el caso de las epidemias sociales. Por demás, señala que el papel de la tecnología y de Internet en este tipo de difusión viral no es progresista y revolucionario en lo social, sino conservador. En su quinto libro, David y Goliat (2013) examina la lucha de los oprimidos contra los favoritos.

## Libros
- 2000: El punto clave (The Tipping Point)
- 2005: Blink. Inteligencia intuitiva (Blink: The Power of Thinking Without Thinking)
- 2008: Fuera de serie. Por qué unas personas tienen éxito y otras no (Outliers: The Story of Success)
- 2009: Lo que el perro vio y otras aventuras (What the Dog Saw And Other Adventures)
- 2013: David y Goliat. Desvalidos, inadaptados y el arte de luchar contra gigantes (David and Goliath: Underdogs, Misfits, and the Art of Battling Giants)
- 2019: Hablar con extraños. Por qué es tan crucial (y tan difícil) leer las intenciones de los desconocidos (Talking to Strangers: What We Should Know About the People We Don't Know)
- 2021: El Clan de los Bombarderos. Un sueño, una tentación y la noche más larga de la Segunda Guerra Mundial (The Bomber Mafia: A Dream, a Temptation, and the Longest Night of the Second World War)

## Pódcast
Gladwell es el anfitrión en el Pódcast Revisionist History, inicialmente producido por Panoply Media, y, a partir de 2018, en la propia red de pódcast de Gladwell, Pushkin Industries, que cofundó junto a Jacob Weisberg. Cada episodio plantea un evento, o una persona de la historia, y luego cuestiona lo que es de público conocimiento sobre el mismo.  
También es coanfitrión de un pódcast junto a Bruce Hedlam y Rick Rubin, llamado Broken Record, donde entrevista a personas de la industria musical.

## Distinciones
En 2007 recibió el primer premio de la Asociación Americana de Sociología a la Excelencia en la Comunicación de las cuestiones sociales y fue nombrado doctor honoris causa por la Universidad de Waterloo. En 2011 fue nombrado también doctor honoris causa por la Universidad de Toronto.
En 2011 recibió la Orden de Canadá, el segundo máximo honor al mérito en el sistema de órdenes, condecoraciones y medallas de Canadá.